# Stebbins (cràter)

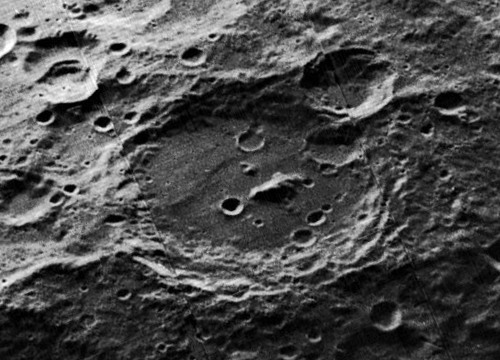
Imatge obliqua de la missió Lunar Orbiter 5

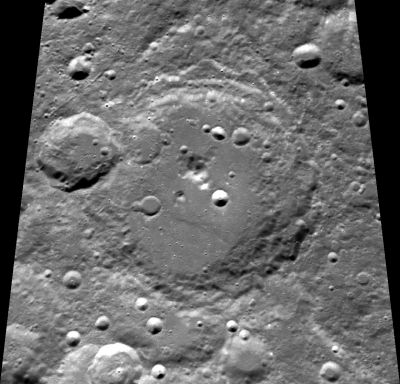
Fotografia de la missió Clementine (1994)

Stebbins és un gran cràter d'impacte pertanyent a la cara oculta de la Lluna. Es troba en la vora nord-nord-est del cràter encara més gran Birkhoff, amb al voltant d'un terç de Stebbins travessant l'interior de Birkhoff. Al nord de Stebbins es troba Hipòcrates, més petit, i a l'oest apareix Sommerfeld.

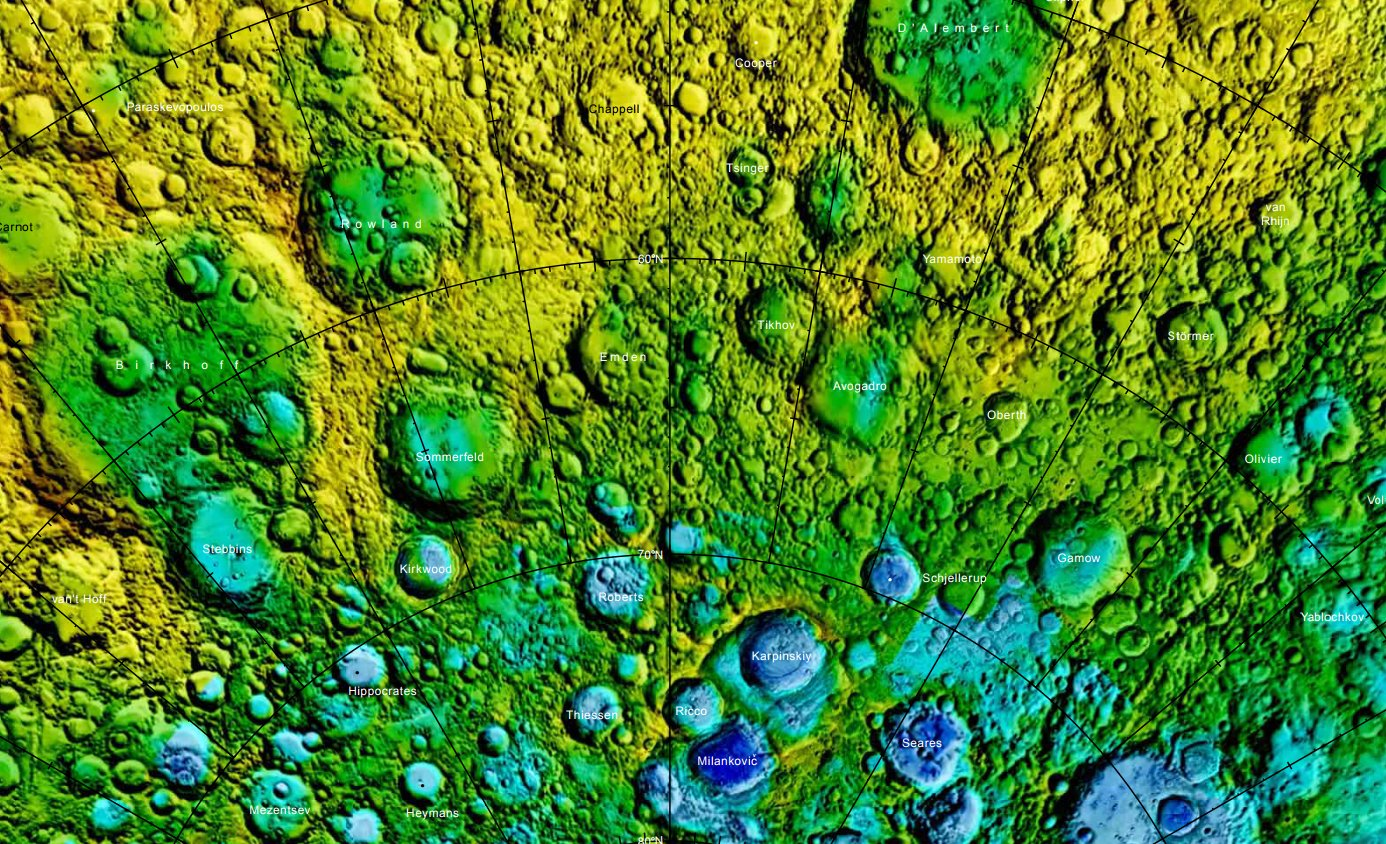
Localització de Stebbins (al centre esquerra)

És un cràter desgastat i erosionat, amb impactes més petits en el contorn de la vora i l'interior. El més notable d'aquests és un petit cràter que travessa la vora en el seu sector nord-oest. El sòl interior és relativament pla, amb una cresta central desplaçada al nord-est del punt mitjà. Al sud-est d'aquesta serralada es troba un petit cràter, i al sud-oest apareix un petit pujol i la vora exterior d'un cràter parcialment submergit per la lava.

## Cràters satèl·lit
Per convenció aquests elements són identificats en els mapes lunars posant la lletra en el costat del punt mitjà del cràter que està més prop de Stebbins.
|          | \| Stebbins \| Coordenades \| Diàmetre \| \| -------- \| -------------------------------------- \| -------- \| \| C \| 67° 42′ N, 133° 36′ O / 67.7°N,133.6°O \| 39 km \| \| U \| 65° 24′ N, 147° 36′ O / 65.4°N,147.6°O \| 44 km \| |          |
| Stebbins | Coordenades | Diàmetre |
| C        | 67° 42′ N, 133° 36′ O / 67.7°N,133.6°O | 39 km    |
| U        | 65° 24′ N, 147° 36′ O / 65.4°N,147.6°O | 44 km    |